# Масований вогонь

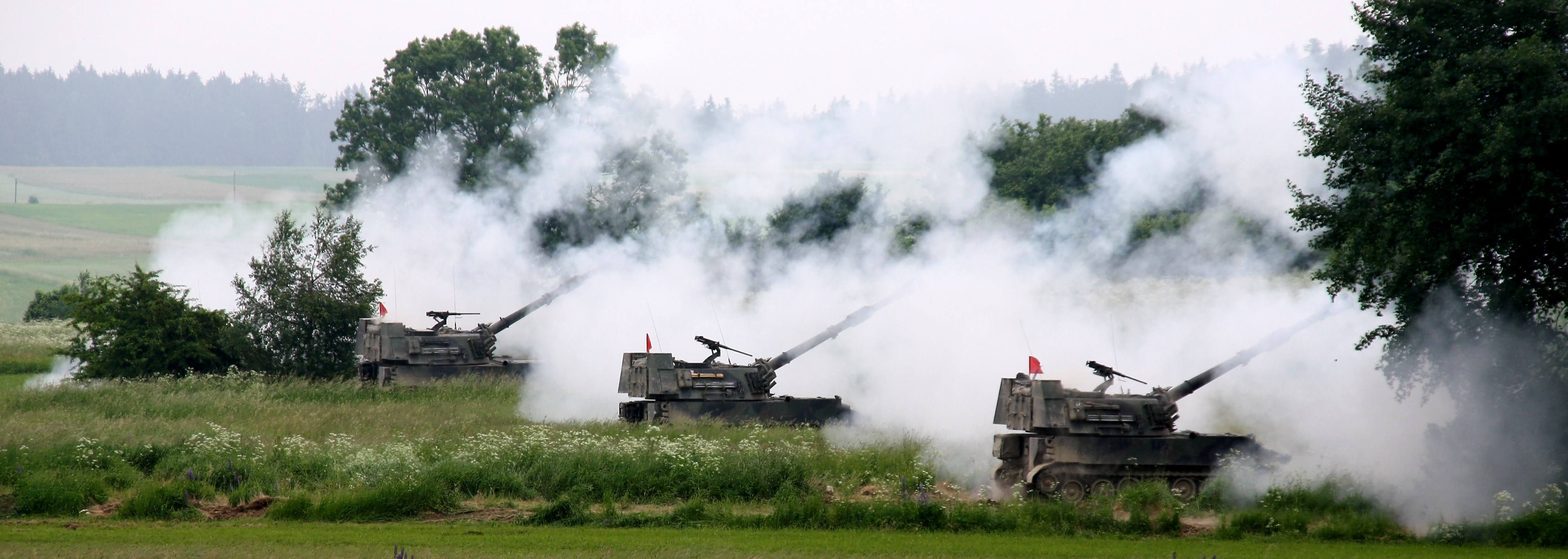
Австрійська самохідна артилерійська батарея M109 веде вогонь по цілях

Масований вогонь — вид артилерійського вогню, що ведеться по важливого об'єкту противника одночасно всієї або більшої частиною артилерії загальновійськового з'єднання з метою надійного ураження його в найкоротший термін. Для ведення масованого вогню призначаються райони масованого вогню, яким присвоюються умовні найменування. Якщо розміри району не перевищують 800 × 800 м, всі артилерійські групи (частини, дивізіони), котрі беруть участь в масованому вогні, ведуть вогонь внакладку (по центру району) за правилами ведення зосередженого вогню.
По районах з великими розмірами масований вогонь ведеться з розподілом цілей (ділянок цілей) між артилерійськими групами, частинами, дивізіонами. В цьому випадку кожній цілі (дільниці цілей, об'єкту) всередині району масованого вогню присвоюється порядковий номер і по кожній з них може вестися зосереджений вогонь. Масований вогонь широко застосовувався Червоною армією за часів Другої світової війни, особливо з кінця 1942 року.